# Websdaneaceae
Websdaneaceae es una familia de hongos tizón en el orden Ustilaginales. Contiene 2 géneros y 22 especies.

## Géneros
- Restiosporium
- Websdanea